# Plamenka latnatá
Plamenka latnatá (Phlox paniculata) je druh rostliny z čeledi jirnicovité (Polemoniaceae). Pochází ze Severní Ameriky, je původní na východě a ve střední části USA, především v povodí řeky Ohio a na středním toku řeky Mississippi. Je pěstována a šlechtěna, takže se pěstuje mnoho v květu barevně odlišných kultivarů. Původní druh roste na výživných naplavených půdách na okrajích křovin.

## Popis
Dorůstá výšky 50–120 cm, kvete v červenci až srpnu. Tvoří trsy přímých tvrdých lodyh, naspodu dřevnatějících, které jsou po cele délce olistěné. Má sytě zelené, široce kopinaté listy, které jsou vstřícné a křižmostojné. Lodyhy se větví až na samém vrcholu v bohatou kopulovitou latu. Květy mají dlouhou trubku a plochý kulovitý okraj z pěti širokých plátků, které se překrývají. U původního druhu jsou květy karmínově růžové až fialově červené, u kulturních odrůd jsou i bílé, lososově růžové, ohnivě červené nebo modravě fialové.

## Použití
Plamenku latnatou lze použít v ČR jako okrasnou rostlinu.Vhodná je například do dobře udržovaných záhonů a venkovských zahrad.

## Pěstování
Kulturní odrůdy se množí řízkováním mladých výhonků na jaře při rašený nebo kořenovými řízky. Semena klíčí špatně, teprve po jarovizaci, až je přejde mráz, a nemají kvality původního kultivaru. Podléhá houbovým chorobám.

### Nároky
Potřebují výživnou půdu a dostatečnou zálivku. Preferují polostín, ale rostou i na přímém slunci.

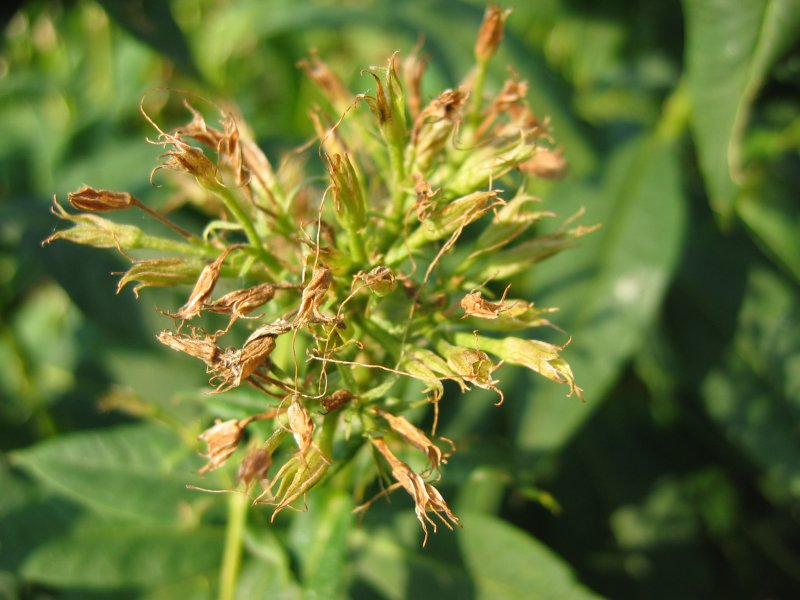
Plamenka latnatá, plody